# Amangu
Amangu is een geslacht van rechtvleugeligen uit de familie Morabidae. De wetenschappelijke naam van dit geslacht is voor het eerst geldig gepubliceerd in 1976 door Key.

## Soorten
Het geslacht Amangu omvat de volgende soorten:
- Amangu parva Sjöstedt, 1921
- Amangu pugio Key, 1976